# Tirínkot
Tirínkot (paštsky ترينکوټ) je hlavní město provincie Orúzgán, které leží v okrese Tirínkot na jihu Afghánistánu. V roce 2015 zde žilo 71 604 obyvatel a v roce 2021 dokonce 118 443. Na městském bazaru se nachází asi 200 malých obchodů. Ve městě nejsou velké hospodářské podniky.
Tirínkot je provinčním centrem na jihu Afghánistánu. Většina půdy je nezastavěna (69 %), z čehož 67 % tvoří zemědělské půdy. Obytná půda tvoří 47 % zastavěné plochy. Nachází se zde letiště, které představuje druhé největší využití zastavěné plochy (24 %).
Dne 13. srpna 2021 bylo město dobyto Tálibánem, který ho dobyl v rámci širší ofenzivy.

## Historie
Město se stalo v roce 2001 dějištěm bojů proti Tálibánu, kterých se účastnil budoucí prezident Hamíd Karzaj, podporovaný americkými vojenskými silami. V roce 2004 zde byla postavena vojenská základna NATO, kterou obsluhovali především Američané a do roku 2010 také Nizozemci. Dne 27. července 2011 byl zatčen pákistánský občan podezřelý z přípravy útoku na město. Následující den došlo k útoku, při kterém bylo zabito nejméně 19 lidí a 36 zraněno.